# رنا دجانی
رنا دجانی (انگلیسی: Rana Dajani؛ زادهٔ ۱ ژانویهٔ ۲۰۰۰) زیست‌شناس مولکولی اهل اردن است. او در سال ۲۰۰۵ دکتری خود را از دانشگاه ایوا گرفته‌است و سپس در مؤسسه مطالعات پیشرفته ردکلیف در دانشگاه هاروارد فلوشیپ گرفته‌است. او هم‌اکنون استاد دانشگاه دانشگاه هاشمی در کشور اردن است.